# 米格尔·恩里克斯
米格尔·恩里克斯·埃斯皮诺萨（西班牙語：Miguel Enríquez Espinosa，1944年3月27日—1974年10月5日）是智利的一个极左翼政治家。

## 生平
米格尔·温贝托·恩里克斯·埃斯皮诺萨出生于智利的康塞普西翁，1962年，米格尔在康塞普西翁大学学习的第二年，与他的兄弟安东尼奥和医学院的一些密友一起正式加入了智利社会党青年组织。1965年，恩里克斯在康塞普西翁创立了革命左翼运动。
由于以萨尔瓦多·阿连德为首的“人民团结”联盟更倾向于逐步过渡到社会主义，遵守法律和现行宪法，并相信智利武装部队的“中立政治传统” 将避免军事干预，因此革命左翼运动要求武装革命。革命左翼运动在准军事营地组织，招募和训练了人们，为他们领导革命做好了准备。在1973年9月11日的政变后，米格尔·恩里克斯和革命左翼运动的其他成员拒绝接受政治庇护流亡本国之外。相反，他们坚持领导共产主义革命。
1974年10月5日，恩里克斯在圣地亚哥的住宅被智利国家情报局的特工包围，在随后的战斗中恩里克斯丧生。